# Susanna Griso i Raventós
Susanna Griso i Raventós (Barcelona, 8 d'octubre de 1969) és una periodista i presentadora de televisió catalana.
El seu pare, Paco Griso, treballava en la indústria tèxtil de Martorell i la seva mare, Montserrat Raventós, és membre d'una família de viticultors de Sant Sadurní d'Anoia, que es dediquen al cava, Codorniu. És la menor de 7 germans.
Quan va acabar els estudis de batxillerat volia estudiar la carrera de psicologia, la qual canviaria per la de periodisme. Es llicencià en periodisme per la Universitat Autònoma de Barcelona i va realitzar les seves primeres pràctiques com a periodista a Ràdio Sant Cugat, fet que li va permetre adquirir l'experiència necessària per, posteriorment, entrar a treballar a Catalunya Ràdio l'any 1992, on fou designada per a treballar en les seccions d'economia i després d'esports. A l'any següent presentà a TV3 l'espai de Tres senyores i un senyor. El 1995 formaria part de l'equip d'informatius de telenotícies, llavors també faria el programa especial "Resum de l'any".
Seduïts per la seva manera d'informar, TVE de Catalunya la contractaren per a presentar els informatius del migdia.
El setembre del 1998 fou contractada pels informatius del canal A3 a Madrid. Fou encarregada durant una llarga temporada de presentar els informatius en la primera edició amb el conegut periodista, Matías Prats.
El gener de 2001 la passarien als informatius de Noticias 2 de la mateixa cadena de televisió. L'any següent, en tornar de vacances d'estiu formaria part dels informatius del matí. I un any més tard, treballaria amb Roberto Arce.
Des de l'11 de desembre de 2006 fins a l'actualitat, presenta el programa "Espejo público" d'A3, que uneix les darreres notícies del dia amb debats i magazines amb reportatges.
El 2025 fou inclosa a la llista Forbes de les 100 dones més influents de Catalunya.

## Vida personal
Va conèixer el seu exmarit, Carles Torras, un guionista i periodista, a Catalunya Ràdio; era un guionista habitual dels monòlegs d'Andreu Buenafuente. Torras ha treballat a la productora de Buenafuente, "El Terrat". El matrimoni té dos fills, Jan (2003) i Mireia (2004). També van adoptar una nena etiop, anomenada Dorcette.

## Premis
- TP d'Or a la millor presentadora d'informatius (2003)
- Premi Antena d'Or (2006)
- Nominada als TP d'Or a la millor presentadora d'espectacles i varietats (2008).